# Cobra Verde (gruppo musicale)
Cobra Verde è un gruppo musicale statunitense fondato a Cleveland, Ohio, nel 1994.

## Discografia
Album in studio
- Viva la Muerte (Scat Records, 1994)
- Egomania (Scat Records, 1997)
- Nightlife (Motel Records, 1999)
- Easy Listening (MuscleTone Records, 2003)
- Copycat Killers (Scat Records, 2005)
- Haven't Slept All Year (Scat Records, 2008)
- True Blood (Elektra, 2009)

EP
- Vintage Crime (Scat Records, 1995)